# Axelsberg (Stockholms tunnelbana)
Axelsberg ist eine oberirdische Station der Stockholmer U-Bahn. Sie befindet sich im Stadtteil Hägersten. Die Station wird von der Röda linjen des Stockholmer U-Bahn-Systems bedient. Sie zählt zu den eher mäßig frequentierten Stationen des U-Bahn-Netzes. An einem normalen Werktag steigen hier 2.850 Pendler zu und um.
Die Station wurde am 16. Mai 1965 in Betrieb genommen, als der Abschnitt der Röda linjen zwischen Örnsberg und Sätra eingeweiht wurde. Die Bahnsteige befinden sich im Einschnitt. Die Station liegt zwischen den Stationen Örnsberg und Mälarhöjden. Bis zum Stockholmer Hauptbahnhof sind es etwa sechs Kilometer.